# Физир ФН
Авион Физир ФН (Физир наставни) је југословенски школски двоседи авион намењен основној (почетној) обуци пилота.

## Пројектовање и развој
Први прототип авиона Физир ФН (Физир наставни) пројектован је и израђен 1929. године у „мајсторској радионици“ инж. Рудолфа Физира у Петроварадину. На том пројекту су заједнички радили инжењери Рудолф Физир, Душан Станков и Иван Рукавина.
"Мајсторска радионица“ инж. Физира није имала капацитета за индустријску производњу авиона, њихова област рада је било пројектовање и израда прототипова. И ако мала, ова радионица је одиграла значајну улогу у развоју југословенског ваздухопловства јер су у њој стасали и обучили се инжењери који су касније постали значајна имена нашег ваздухопловног инжењерства. Многи прототипови успешних авиона из ове радионице су се касније производили у фабрикама авио индустрије Југославије.

### Технички опис
Физир ФН је био школски, једномоторни двосед, двокрилац са по једним паром упорница са сваке стране. Конструкција авиона је била мешовита. Носећа конструкција је била претежно направљена од дрвета а комплетна облога, крила и трупа је била од платна.
Труп авиона је био правоугаоног попречног пресека. На почетку трупа се налазила двокрака дрвена елиса са фиксним кораком а иза ње мотор. Носач мотора је био од челичних заварених цеви и зависио је од мотора који се уграђивао. Слично је било и са капотажом мотора, водом хлађени мотори су имали капотажу направљену од алуминијумског лима док мотори са ваздушним хлађењем (радијални мотори) нису имали капотажу. У току производње и експлоатације у овај авион су се уграђивали веома различити мотори, већ у зависности од тога који су се мотори могли наћи на тржишту. Ово је нарочито било изражено у периоду кад су мотори набављани из ратних вишкова. У трупу су биле две просторне кабине смештене једна иза друге (тандем распоред).
Крила су била правоугаоног облика са две рамењаче и заобљеним крајевима. Закрилца су се налазила и на доњим и на горњим крилима међусобно повезана крутим везама. Репне површине су биле исте конструкције као и крило: дрвена носећа конструкција а облога од платна.
Стајни трап је био класичан, фиксан, напред са великим гуменим точковима и зглобном осовином који су омогућавали коришћење лоше припремљених полетно слетних стаза. Амортизација је била или помоћу опруга и гумених котурова (старији типови) или помоћу прстенова од сандова (новији типови). Испод репа авиона се налазила дрљача која је била трећа ослона тачка авиона.
Пошто су се ови авиони производили у три различите фирме (Змај, Рогожарски и Албартос) они су се међусобно разликовали како у технологији производње тако и у физичким и аеродинамичким особинама.

### Варијанте авиона
1. Физир ФН - Мерцедес - са течношћу хлађеним мотором Мерцедес 88,
2. Физир ФН - Валтер - са ваздухом хлађеним мотором Валтер 88 и
3. Физир ФН - Марс - са ваздухом хлађеним мотором Валтер-Марс 106kW, (хидроавион у Поморском ваздухопловству популарно звани „Мали Физир").

## Оперативно коришћење
Прва три авиона Физир ФН произвела је фабрика авиона Змај за потребе Аероклуба. Због одличних летних карактеристика Команда ваздухопловства је одлучила да њиме замени све школске авионе који су се до тада налазили у употреби за основну обуку. Тада су се у пилотским школама за основну обуку користили следећи авиони: Икарус-ов ŠB 1 (Мали Бранденбург) са мотором Мерцедес 73kW (100 КС) произведен 1924. године и Змај-ев авиона Арно HD-320 са моторима Салмсон од 90 kW (120 КС) произведен 1928. године.
Почев од 1931. године када је Змај произвео и испоручио прву серију од 20 Физира ФН са звездастим мотором Валтер и 10 са редним мотором Мерцедес од 120КС, па до 1939. године Змај је произвео 137 примерака, Рогожарски 40 комада, а 1940. године фабрика Албатрос у Сремској Митровици израдила је још 20 авиона овог типа. Пре рата је за Поморско ваздухопловство урађено четири хидро Физира ФН-Х са пловцима и појачаним моторима Валтер Марс од 106kW. Последњих 10 авиона Физир ФН рађено је од 1943. године у Змају за потребе ваздухопловства НДХ, али су завршени тек по ослобођењу па су предати на употребу Ваздухопловном савезу Југославије.
Заробљени авиони ВВКЈ (Војно Ваздухопловство Краљевине Југославије) су у току Другог светског рата коришћени у италијанској авијацији у Албанији и у НДХ. Авиони Физир ФН су били поуздани, лаки за летење и одржавање тако да су се задржали у употреби дуги низ година (скоро до 1950. године) за основну обуку пилота како војних тако и цивилних тј. спортских.

## Земље које су користиле Авион Физир ФН
| - Краљевина Италија - НД Хрватска - Краљевина Југославија - ФНР Југославија |